# Провиденс (комикс)
«Провиденс» (рус. Провидение/Провиденс) — графический роман Алана Мура и Джейсена Барроуза, выходивший в издательстве Avatar Press отдельными выпусками с 2015 по 2017 гг. Роман является продолжением другого графического романа Мура «Неономикон», основной мотив этих произведений — переосмысление мифов Ктулху и лавкрафтовских ужасов вообще.

## Название
Само название романа являет собой непереводимую игру слов. Оно означает одновременно «Провидение» как философскую концепцию и Провиденс, родной город Лавкрафта. Оба значения обыгрываются в тексте: тема предопределения и лавкрафтовского детерминизма является одной из ведущих, а город Провиденс становится местом действия девятого и десятого выпусков. Кроме того, карта города появляется на форзацах каждого выпуска.

## Сюжет
Основная часть действия происходит в 1919 году. Главный герой — Роберт Блэк, журналист из Милуоки, ныне работающий в газете New York Herald. Блэк — еврей и гомосексуал, тщательно скрывающий оба эти факта от общественности. Совершает самоубийство Джонатан Рассел — близкий друг (любовник) Блэка, перед смертью он прочитал книгу «Sous le monde», которая, по слухам, доводит читателей до безумия и суицида. Блэк бросает работу в газете и начинает путешествие по Новой Англии с целью написать книгу об «Sous le monde» и об «тайной жизни» Америки, о которой никто не знает. Попутно узнает об эзотерическом обществе "Stella Sapiente" и о книге по оккультизму "Китаб Аль-Хикма Аль Наджмия" некоего Халида ибн Язида.
Путешествие Блэка становится все страннее и запутанней, а его самого начинают посещать странные сновидения. В городе Атол писатель знакомится с оккультистом Робертом Сейдемом и семьей-затворниками Уитли, они держат в сарае существо, которое, кроме них, никто не видит. От них он больше узнает о "Stella Sapiente", также Гарланд Уитли дает Блэку наводку на город Манчестер. Там Блэк находит книгу ибн Язида. Изучив её, писатель теряет чувство времени и с шоком узнает, что две недели проходят «будто бы за сутки». После Роберт, находясь под волей некой сущности, насилует 13-летнюю девочку Элспет — дочку одного из бывших членов культа.
Оказавшись в другом городе, Блэк знакомится с писателем Говардом Лавкрафтом и рассказывает ему о странностях своего путешествия. Лавкрафт решает написать рассказы на основе историй Блэка. Но, как оказалось, это было подстроено. Роберту является дух и объясняет, что Лавкрафт, сам того не зная, является «искупителем», и его рассказы помогут установить влияние «Древних» над землей. Шокированный Блэк возвращается в Нью-Йорк и кончает жизнь самоубийством.

Со временем творчество Лавкрафта оказало сильное влияние на общество: показана череда убийств и кровавых ритуалов, реально произошедших под влиянием его произведений. Божества и монстры становятся материальными и захватывают мир. Далее следует продолжение романа «Неономикон»: Карл Перлман —  литературовед и знаток творчества Лавкрафта становится свидетелем того, как его знакомая подруга Меррил Брибс становится матерью Ктулху (она была изнасилована одним из Глубоководных). Человечеству теперь придется по правилу произведений Лавкрафта — либо обезуметь, либо закончить жизнь самоубийством, или как главный герой из «Тень над Иннсмутом» — смириться с происходящим. Перлман решает уничтожить дневник Роберта Блэка, где говорится как можно повернуть все вспять, ибо уже все бессмысленно и будущее за «Древними». Роман заканчивается цитатой из рассказа Лавкрафта «За стеной сна»: 
«Можно лишь предположить, что в мире снов бытие, материя и энергия не являются постоянными величинами, а пространство и время не существуют в том виде, как мы привыкли воспринимать их в состоянии бодрствования. Порой мне кажется, что это менее материальное бытие и есть наша истинная жизнь, тогда как наше суетное существование на земле является чем-то вторичным, если не пустой формальностью». 

## Аллюзии и персоналии
Роман содержит множество отсылок на произведения Говарда Лавкрафта, персонажи и места многих из них появляются на страницах произведения — под собственными либо узнаваемо искаженными именами или названиями.
Имя главного героя Роберта Блэка  —  это отсылка к Роберту Блейку из рассказа «Обитающий во Тьме», который, в свою очередь, основан на образе реального писателя и друга самого Лавкрафта  Роберта Блоха. А Китаб Аль-Хикма Аль Наджмия аналог Абдула Альхазреда, автора Некрономикона, который часто фигурирует в творчестве Лавкрафта.
Роберт Сейдем персонаж  из «Ужас в Ред-Хуке». Семья Уитли и их невидимый монстр фигурировали в «Ужас Данвича» (в оригинале семья Уэйтли). Город Салем отсылает к Иннсмуту, а его рыбоподобные жители являются глубоководными из «Тени над Иннсмутом».  Манчестер аллюзия на город Аркхэм, а реальный колледж Святого Ансельма выступает в роли  Мискатоникского Университета (которые часто встречаются в произведениях Лавкрафта). Также Блэк снимает комнату в доме миссис Мейси  — это отсылка на «Грёзы в ведьмовском доме», также фигурирует крысоподобное существо Бурый Дженкин из этого произведения. Также Блэк приходит на заброшенную ферму и видит разваленный колодец, в который упал несколько лет назад метеорит — из рассказа «Цвет из иных миров». Также Блэк знакомится с художником Ричардом Пикманом из «Модель для Пикмана». В конце книги появляется божество Йог-Сотот, встречающийся в некоторых рассказах.
Также именование глав, отсылка на название или построена  на сюжете  рассказов Лавкрафта:
- Глава 1. «Жёлтый знак» — «Холод» (сюжет).
- Глава 2. «На крючке» —  «Ужас в Ред-Хуке» (сюжет).
- Глава 3. «Притаившийся ужас» — «Затаившийся Страх» (название) и «Тень над Иннсмутом» (жители города).
- Глава 4. «Белые обезьяны» — «Ужас Данвича» (отсылка на персонажей) и «Артур Джермин» (белые обезьяны из наименования фигурировали в рассказе).
- Глава 5. «В стенах» — «Цвет из иных миров» и «Грёзы в ведьмовском доме» (отсылки на место действия), «В стенах» (название).
- Глава 6. «За гранью времён» — «За гранью времён» (название и предыстория второстепенных персонажей), «Герберт Уэст — реаниматор» и  «Тварь на пороге» (отсылки на персонажей).
- Глава 7. «Картина» — «Модель для Пикмана» (сюжет).
- Глава 8. «Ключ» — «Серебряный ключ», «Показания Рэндольфа Картера»,«Сомнамбулический поиск неведомого Кадата», «Неименуемое», «Врата серебряного ключа» (персонаж Рэндольфа Карвер, в оригинальных рассказах Картер).
- Глава 9. «Чужаки» — «Из глубин мироздания», «Обитающий во тьме», «Случай Чарльза Декстера Варда» (сюжет и персонажи).
- Глава 10. «Заколдованный замок» — «Праздник» (сюжет), «Обитающий во тьме» и «Случай Чарльза Декстера Варда» (продолжение сюжетной линии). Также есть много деталей и ссылок на биографию самого Лавкрафта.
- Глава 11. «Неименуемое» — уделяется внимание на влияние Лавкрафта на мир, между этим показаны финалы событий большинства его произведений.
- Глава 12. «Книга» — «Двор», «Некрономикон» и «Зов Ктулху» (сюжет).

Кроме того, на страницах произведения упоминаются либо появляются в качестве действующих лиц некоторые реальные исторические фигуры. В их числе — Роберт Чемберс, Амброз Бирс, Эдгар Аллан По,  Джон Эдгар Гувер, Калвин Кулидж, Кларк Эштон Смит, Сэмюэль Лавмэн, Сунанд Джоши и другие.

## История создания
Как указывает сам Алан Мур, замысел романа вызревал у него на протяжении приблизительно четырёх лет. Им двигало желание написать «окончательную лавкрафтианскую работу», как минимум в рамках своего творчества, и переосмыслить лавкрафтовские ужасы с современной точки зрения, а также с учётом новейшей литературной критики.

У меня есть почти каждая книга по этой теме из когда-либо написанных — я собирал их последние шесть месяцев — так что я живу и дышу Лавкрафтом.
Оригинальный текст (англ.)I’ve got nearly every book of criticism that’s been written, that I’ve accumulated over these last six months, so I’m living and breathing Lovecraft.
— >[http://www.comicsbeat.com/interview-with-alan-moore-part-1/
Столь же тщательным был подход к историческим деталям и нюансам эпохи. В рамках подготовки к написанию сценария Алан Мур поднял большое количество материала относительно культуры Америки в 1919 году, тщательно изучил историю городов, в которых происходит действие (таких как Атол), и изменение их планировки с течением времени. Не менее тщательно подошёл к работе и художник: Джейсен Барроуз указывает, что его скрупулёзность в архитектуре и исторических деталях «была сродни легкому безумию».
В этой работе Алан Мур, по его словам, стремился осветить и заострить темы, поднятые ещё в «Неономиконе» — проблемы сексуальной и расовой нетерпимости в американском обществе, вопрос о том, что входит в понятие «аутсайдера» или «изгоя». Произведения самого Лавкрафта, ксенофоба и противника любых половых извращений, дали возможность продемонстрировать эти вопросы под необычным углом (так, «Тень над Иннсмутом» может послужить иллюстрацией страха перед смешанными браками, сплавлением культур и беспрецедентным наплывом иммигрантов в 1890—1910 годах). Этим же обусловлен выбор протагониста — как подчёркивает сценарист, наилучшим способом раскрыть подспудную ксенофобию Лавкрафта было введение персонажа, для которого подобное отношение будет в полной мере болезненным.

## Художественные особенности
С самого начала издатели позиционировали роман как «„Хранителей“ в жанре ужасов», сравнивая с наиболее известной работой Мура. Сам он, указывая на определённые различия, также признаёт сходство. Роман схожим образом разделён на двенадцать выпусков, каждый из которых (кроме финальных двух) завершается дополнительным материалом — выдержками из дневника протагониста и другими связанными документами. Важно также отметить обилие лейтмотивов, таких как мост или чёрный кот (последний был инициативой художника), встречающихся в каждом выпуске.
Раскадровка унаследована от «Неономикона» — в большинстве случаев страница комикса разделена на четыре горизонтально ориентированных панели. Комментаторы отмечают, что границы кадров обычно нарисованы от руки и отличаются неровностью, в тех случаях, когда они вычерчены по линейке, это обычно указывает на действие сверхъестественных сил и восприятие реальности на более высоком уровне.

## Признание
Роман был высоко оценен критиками, удерживая среднюю оценку от 9.1 до 10 согласно рецензиям, собранным сайтом Comic Book Roundup.

## Издания
Роман издавался тремя томами, или «актами», в твёрдой обложке:
- Providence Act 1 Limited Edition Hardcover (включает Providence #1-4, Avatar Press, 160 страниц, май 2016, 978-1592912810)
- Providence Act 2 Limited Edition Hardcover (включает Providence #5-8, Avatar Press, 176 страниц, июнь 2017, 978-1592912926)
- Providence Act 3 Limited Edition Hardcover (включает Providence #9-12, Avatar Press, 144 страницы, сентябрь 2017, 978-1592912933)